# Jonas Bruun
Jonas Bruun (født 1968) er dansk forfatter og cand.mag. i dansk.
Siden debutudgivelsen af digtsamlingen Når i 2000 har Jonas Bruun udgivet i alt tre digtsamlinger samt de to kriminalromaner "Drivjagt" og "Morelli-metoden" på Gyldendals forlag.

## Eksterne links
- Jonas Bruum – Biografi fra Litteratursiden.dk Arkiveret 15. juni 2008 hos  Wayback Machine
- Jonas Bruun Morelli metoden – forfatterens Blog med information om forfatterskabet